# Sveriges ambassad i Kigali
Sveriges ambassad i Kigali är Sveriges diplomatiska beskickning i Rwanda som är belägen i landets huvudstad Kigali. Beskickningen består av en ambassad, ett antal svenskar utsända av Utrikesdepartementet (UD) och lokalanställda. Ambassadör sedan 2024 är Dag Sjöögren.

## Historia
1997 öppnade Sverige för första gången ett biståndskontor i Rwanda. Kontoret kom att omvandlas till sektionskontor under ambassaden i Nairobi. År 2011 omvandlades kontoret till ambassad, underlydande ambassadören i Nairobi och senare Kampala. År 2016 utnämnde regeringen för första gången en bofast ambassadör i Kigali.

## Verksamhet
2010 öppnade Sverige ambassad i Rwanda genom en uppgradering av Sidas existerande sektionskontor. Ambassaden är inriktad på politisk rapportering och Sveriges utvecklingssamarbete med Rwanda men utfärdar inte viseringar. Ambassaden i Kigali leds av en chargé d'affaires. Vid den svenska ambassaden arbetar sju utsända; en chargé d'affaires och ytterligare en tjänsteman från det svenska utrikesdepartementet och fyra anställda, bland annat en biståndschef, från Sida. Det finns även nio lokalanställda bestående av programansvariga och administrativ personal.

## Beskickningschefer
| Namn                 | Period    | Funktion          | Anmärkning                                  |
| -------------------- | --------- | ----------------- | ------------------------------------------- |
| Lennart Rydfors      | 1973–1978 | Ambassadör        | Sidoackrediterad från ambassaden i Nairobi. |
| Cecilia Nettelbrandt | 1978–1983 | Ambassadör        | Sidoackrediterad från ambassaden i Nairobi. |
| Arne Fältheim        | 1983–1988 | Envoyé            | Sidoackrediterad från ambassaden i Nairobi. |
| Nils Revelius        | 1988–1993 | Ambassadör        | Sidoackrediterad från ambassaden i Nairobi. |
| Lars-Göran Engfeldt  | 1993–1998 | Ambassadör        | Sidoackrediterad från ambassaden i Nairobi. |
| Inga Björk-Klevby    | 1998–2003 | Ambassadör        | Sidoackrediterad från ambassaden i Nairobi. |
| Bo Göransson         | 2003–2006 | Ambassadör        | Sidoackrediterad från ambassaden i Nairobi. |
| Anna Brandt          | 2006–2009 | Ambassadör        | Sidoackrediterad från ambassaden i Nairobi. |
| Ann Dismorr          | 2009–2012 | Ambassadör        | Sidoackrediterad från ambassaden i Nairobi. |
| Mikael Lindvall      | 2010–2012 | Chargé d'affaires | [ 6 ]                                       |
| Maria Håkansson      | 2012–2016 | Chargé d'affaires | [ 7 ]                                       |
| Urban Andersson      | 2014–2016 | Ambassadör        | Sidoackrediterad från ambassaden i Kampala. |
| Jenny Ohlsson        | 2016–2020 | Ambassadör        |                                             |
| Johanna Teague       | 2020–2024 | Ambassadör        |                                             |
| Dag Sjöögren         | 2024–idag | Ambassadör        |                                             |